# Карлинг, Джон Сидни
Джон Сидни Карлинг (англ. John Sidney Karling; 1898—1995) — американский миколог, альголог и археолог.

## Биография
Джон Сидни Карлинг родился 2 августа 1898 года на ферме в районе города Остин штата Техас. В возрасте 16 лет поступил в Техасский университет, где учился ботанике. В 1919 году Карлинг окончил Техасский университет, в 1921 году стал магистром наук. Затем Джон Карлинг перешёл в Колумбийский университет. Он изучал цитологию вместе с Р. А. Харпером. В 1926 году Колумбийский университет присвоил Карлингу степень доктора философии. С 1926 по 1935 Карлинг был ассистент-профессором Колумбийского университета, с 1935 по 1948 — адъюнкт-профессором. Также некоторое время он работал в Британском Гондурасе (современный Белиз). В 1942 году он посетил Бермуду и Бразилию. В 1948 году Карлинг перешёл в Университет Пердью. В 1963 году Джон совершил поездку в Индию, где изучал болезни рыб, вызываемые микроскопическими грибами. Затем он посетил Австралию, Новую Зеландию и некоторые острова Тихого океана. Карлинг работал в лаборатории в Университете Пердью до 1990 года. Джон Сидни скончался 3 июня 1995 года в городе Уэст-Лафейетт в возрасте 96 лет.
В 1987 году Джон Карлинг был назван микологом года Микологическим обществом Америки, в создании которого он принимал участие.
Гербарные образцы грибов, собранные Карлингом, хранятся в гербарии Университета Пердью (PUR).

## Некоторые научные работы
- Karling, J.S. (1942). The Simple Holocarpic Biflagellate Phycomycetes
- Karling, J.S. (1942). The Plasmodiophorales
- Karling, J.S. (1950). The genus Physoderma (Chytridiales). Lloydia 13: 29-71.
- Karling, J.S. (1964). Synchytrium
- Karling, J.S. (1977). Chytridiomycetarum iconographia

## Грибы и растения, названные в честь Дж. С. Карлинга
- Johnkarlingia Pavgi & S.L.Singh, 1979 (Synchytriaceae)
- Karlingia A.E.Johanson, 1944 (Spizellomycetaceae)
- Karlingiomyces Sparrow, 1960 (Chytridiaceae)
- Neokarlingia Longcore & D.R.Simmons, 2012 (Polychytriales)
- Calyptranthes karlingii Standl., 1930 (Myrtaceae)
- Rhizophydium karlingii Sparrow, 1960 [syn.  Protrudomyces lateralis (A.Braun) Letcher, 2008] (Protrudomycetaceae)
- Sorodiscus karlingii Ivimey Cook, 1933 (Plasmodiophoraceae)